# Canna liliiflora
Canna liliiflora är en kannaväxtart som beskrevs av Josef Ritter von Rawicz Warszewicz och Jules Émile Planchon. Canna liliiflora ingår i släktet kannor, och familjen kannaväxter. Inga underarter finns listade i Catalogue of Life.

## Bildgalleri

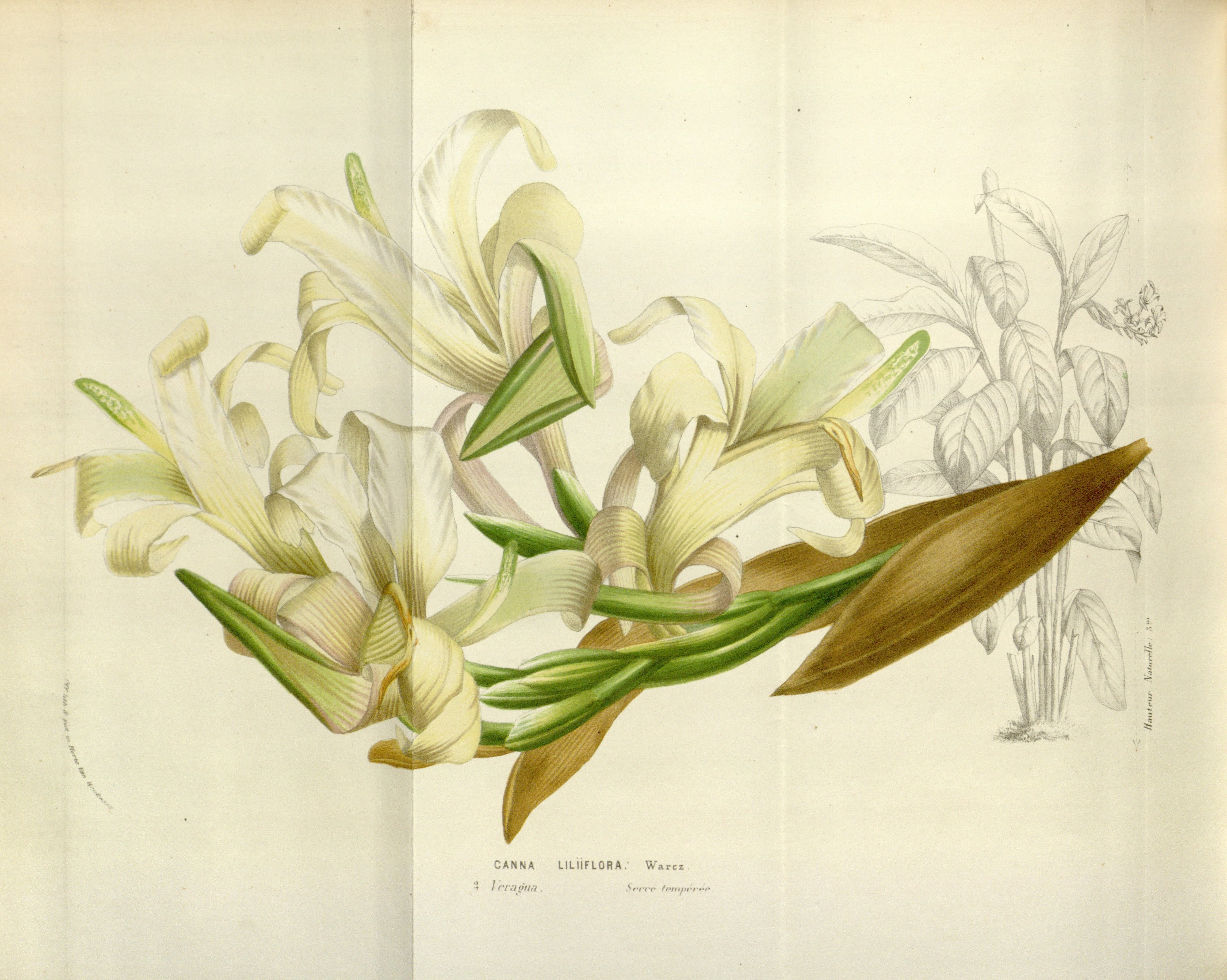